# Мелиса Гилбърт
Мелиса Елън Гилбърт (на английски: Melissa Ellen Gilbert) е американска актриса, номинирана за награди „Еми“ и „Златен глобус“. Тя е известна с ролите си в телевизионните сериали „Малка къща в прерията“ и „Вавилон 5“, филмите „Зоя“ и „Изборът на сърцето“ и с озвучаването на анимационните продукции „Лешникотрошачката“ и „Батман: Анимационният сериал“. От 1985 г. има звезда на Холивудската алея на славата.

## Биография
Мелиса Гилбърт родена на 8 май 1964 г. в Лос Анджелис, Калифорния. През 1995 г. сключва брак с актьора Брус Бокслайтнър.

## Частична филмография
- „Клъцни/Срежи“ – (1 епизод) – 2006 г.
- „Провидънс“ – (1 епизод) – 2002 г.
- „До краен предел“ – (1 епизод) – 1998 г.
- „Вавилон 5“ – (2 епизода) – 1996 г.
- „Зоя“ – 1995 г.
- „Батман: Анимационният сериал“ (глас) – 1992 – 1994 г.
- „Изборът на сърцето“ – 1983 г.
- „Малка къща в прерията“ – 1974 – 1983 г.